# Infinite Dreams
Infinite Dreams è un singolo del gruppo musicale britannico Iron Maiden, pubblicato il 6 novembre 1989 come unico estratto dal sesto album video Maiden England.
I tre brani del disco, come tutto il materiale del VHS, sono stati registrati durante i concerti tenuti dalla band il 27 e il 28 novembre 1988 a Birmingham e missati da Martin Birch.

## Tracce
1. Infinite Dreams – 6:04 (Steve Harris)
2. Killers – 5:03 (Paul Di'Anno, Steve Harris)
3. Still Life – 4:37 (Dave Murray, Steve Harris)

## Formazione
- Bruce Dickinson – voce
- Adrian Smith – chitarra
- Dave Murray – chitarra
- Steve Harris – basso
- Nicko McBrain – batteria